# Pictures at an Exhibition (ELP)

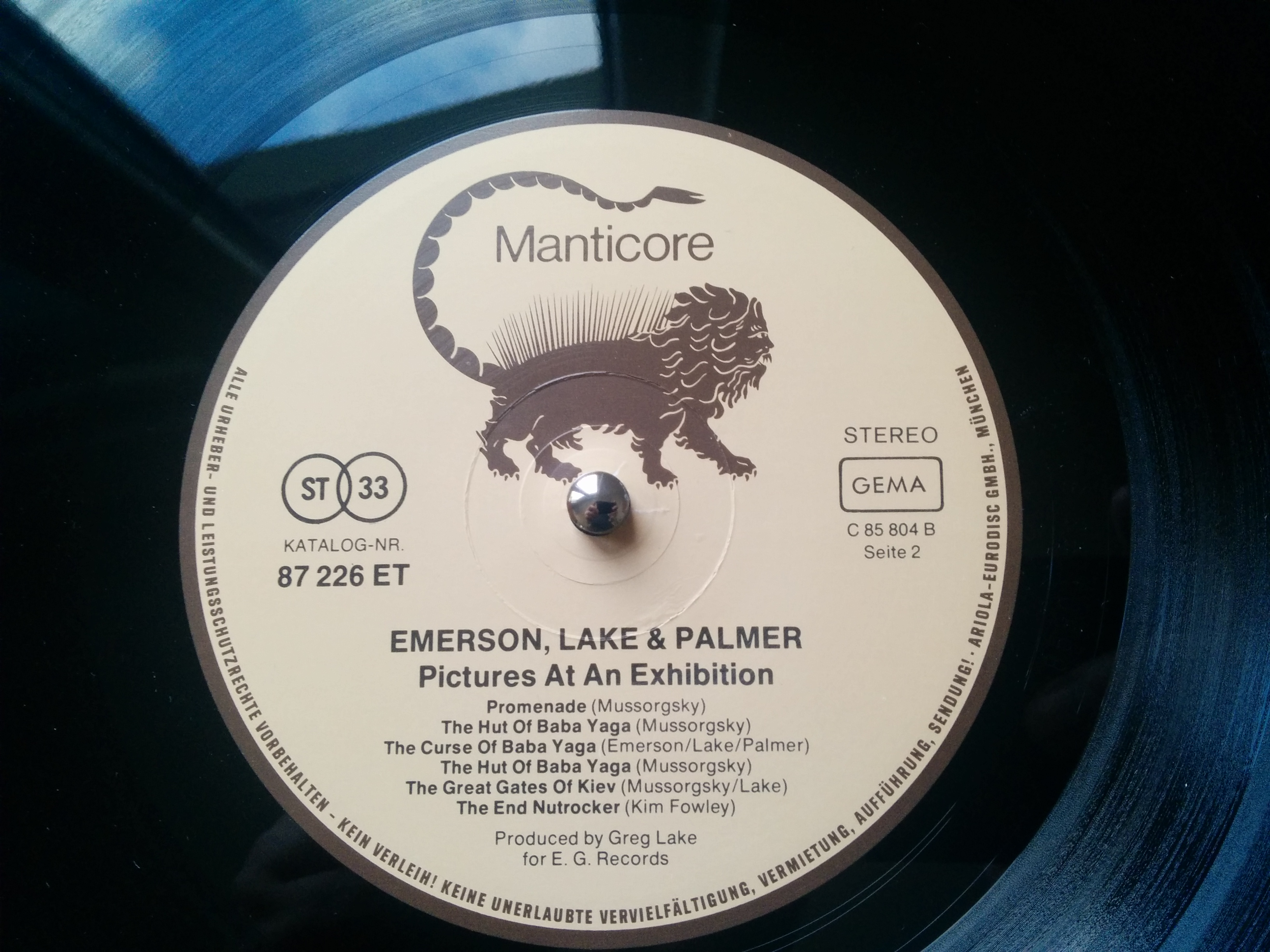
Etiket van een Duitse uitgave van Pictures at an Exhibition

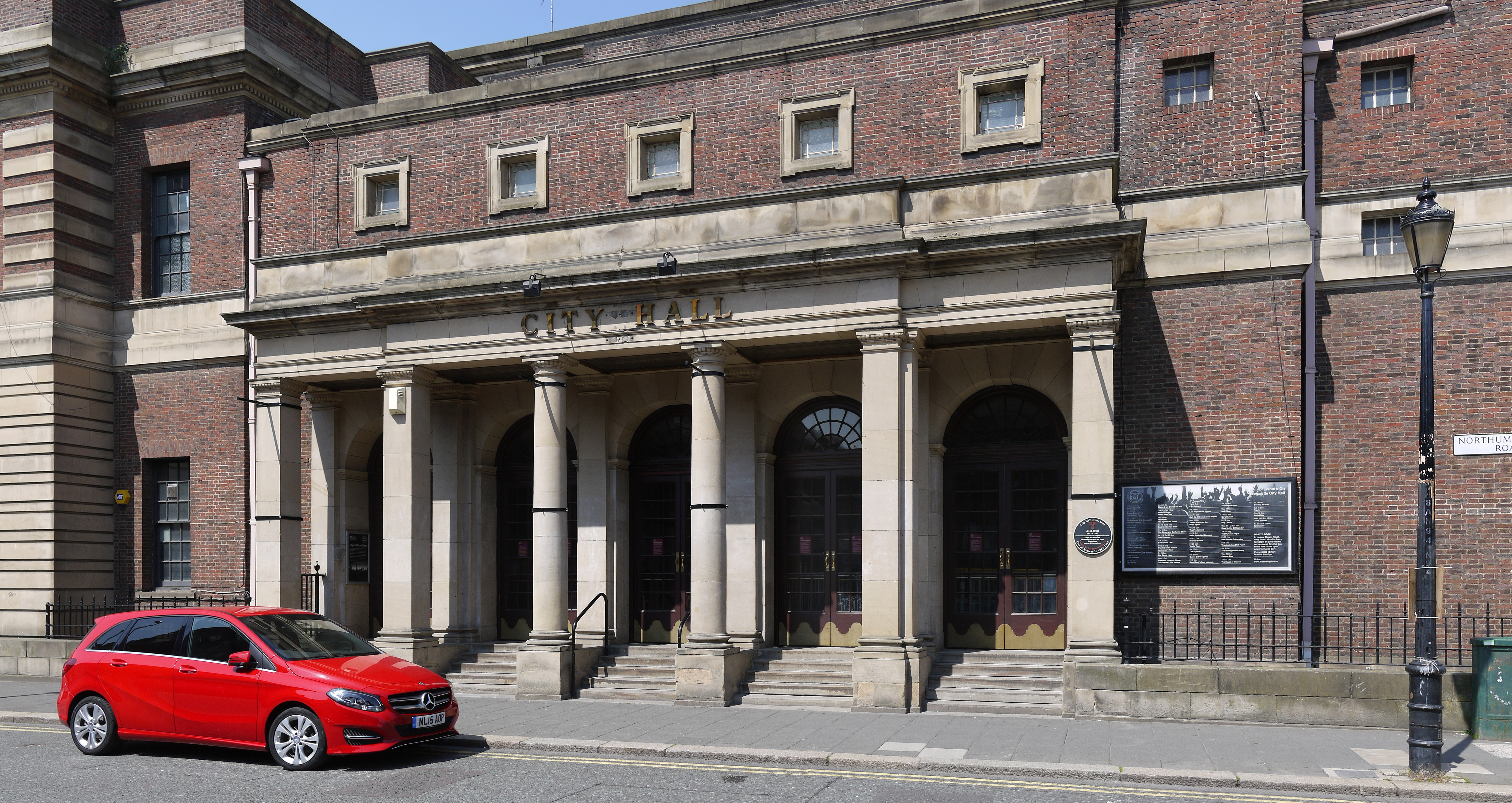
Newcastle City Hall, de locatie van de live-opname.

Pictures at an exhibition is het derde album van de Britse symfonische-rockband Emerson, Lake & Palmer.
Pictures at an exhibition is een liveopname van een concert in de Newcastle City Hall op 26 maart 1971. De opnamen zijn dus gemaakt voordat Tarkus werd uitgebracht. Het is een bewerking van delen uit Schilderijen van een tentoonstelling van Modest Moessorgski.

## Tracklist
1. Promenade - 1:58 (Emerson, Moessorgski)
2. The Gnome - 4:18 (Moessorgski, Palmer)
3. Promenade - 1:23 (Lake, Moessorgski)
4. The Sage - 4:42 (Lake)
5. The Old Castle - 2:33 (Emerson, Moessorgski)
6. Blues Variation - 4:22 (Emerson, Lake, Palmer)
7. Promenade - 1:29 (Moessorgski)
8. The Hut of Baba Yaga - 1:12 (Moessorgski)
9. The Curse of Baba Yaga - 4:10 (Emerson, Lake, Palmer)
10. The Hut of Baba Yaga - 1:06 (Moessorgski)
11. The Great Gates of Kiev/The End - 6:37 (Lake, Moessorgski)
12. Nutrocker - 4:26 (Tsjaikovsky, Fowley)

## Bezetting
- Keith Emerson: hammondorgel C3 en L100, pijporgel, clavinet, moog-synthesizer
- Greg Lake: zang, basgitaar, akoestische gitaar
- Carl Palmer: drums, percussie

## Opnieuw uitgebracht
In 2001 is er een cd uitgebracht met een geremasterde versie van Pictures at an Exhibition. Naast de live opnames staat daar ook een in 1993 opgenomen studioversie op:
1. Pictures at an Exhibition - 15:28
  1. Promenade
  2. The Gnome
  3. Promenade
  4. The Sage
  5. The Hut of Baba Yaga
  6. The Great Gates of Kiev